# Arsac
Arsac ist eine französische Gemeinde im Département Gironde in der Region Nouvelle-Aquitaine mit 4.040 Einwohnern (Stand: 1. Januar 2022). Sie gehört zum Arrondissement Lesparre-Médoc und zum Kanton Le Sud-Médoc. Die Einwohner werden Arsacais genannt.

## Geografie
Arsac liegt etwa 15 Kilometer nordnordwestlich von Bordeaux. Das Gemeindegebiet gehört zum Regionalen Naturpark Médoc. Umgeben wird Arsac von den Nachbargemeinden Margaux-Cantenac im Norden, Labarde im Nordosten, Macau im Osten, Le Pian-Médoc im Süden und Südosten, Saint-Aubin-de-Médoc im Südwesten sowie Avensan im Westen und Nordwesten.

## Bevölkerungsentwicklung
| 1962 | 1968 | 1975 | 1982 | 1990 | 1999 | 2006 | 2012 | 2016 |
| ---- | ---- | ---- | ---- | ---- | ---- | ---- | ---- | ---- |
| 651  | 685  | 932  | 1902 | 2729 | 2818 | 2953 | 3285 | 3510 |

## Sehenswürdigkeiten
- Kirche Saint-Germain aus dem 12. Jahrhundert, Umbauten im 19. Jahrhundert, Monument historique seit 1908
- Schloss Tertre, Weingut
- Schloss Arsac

## Wirtschaft
Arsac liegt in den Weinbaugebieten Haut-Médoc und Margaux.